# Mockingbird (Eminem)
Mockingbird è un singolo del rapper Eminem, pubblicato il 25 aprile 2005 come quinto estratto dal quinto album in studio Encore.
La canzone si è piazzata alla posizione numero 11 negli Stati Uniti e la numero 4 in Gran Bretagna. Mockingbird è stata inclusa anche nella raccolta del 2005 Curtain Call: The Hits. Ottenne una nomination ai Grammy Awards nella categoria Best Rap Solo Performance. In questa canzone Eminem parla del suo legame con la figlia Hailie Jade, di Alaina (figlia adottiva del rapper) e della relazione con la sua ex moglie Kim.
Il 28 febbraio 2018, la RIAA lo certifica singolo di multiplatino, avendo venduto oltre quattro milioni di copie nel mercato statunitense.

## Descrizione
Commercializzata come singolo nel 2005, è arrivata all'11º posto in classifica negli Stati Uniti e al quarto in Gran Bretagna. Ha ricevuto una nomina ai Grammy come Best Rap Solo Performance, premio poi vinto da Kanye West per la canzone Gold Digger.
In questo testo è un Eminem profondo a parlare. Parla della relazione di Eminem con sua figlia Hailie Jade, e delle difficoltà ad accudirla insieme all'ex moglie Kim. Le parole in intro e il testo assicurano   ad Hailie che, malgrado le difficoltà di famiglia, c'è sempre suo padre ad aiutarla.
Il testo guarda anche i problemi personali del rapper, per ottenere dall'ex moglie Kim la custodia di Hailie e di sua cugina Lainie.
Per la creazione di questa canzone Eminem si servì della famosa ninna nanna Hush, Little Baby.

## Video musicale
Il video per la canzone comincia con Eminem che guarda una serie di filmini domestici che lo vedono assieme a sua figlia, sua nipote e la sua ex-moglie Kim risalenti a prima che il rapper diventasse famoso. Compaiono spezzoni di Eminem agli MTV Video Music Awards e vari filmati dove si trova con Dr. Dre nello studio di registrazione.

## Classifiche

### Classifiche settimanali
| Classifica (2005-23) | Posizione massima |
| -------------------- | ----------------- |
| Australia            | 9                 |
| Austria              | 3                 |
| Belgio (Fiandre)     | 30                |
| Belgio (Vallonia)    | 52                |
| Danimarca            | 11                |
| Finlandia            | 9                 |
| Francia              | 104               |
| Germania             | 5                 |
| Grecia               | 5                 |
| India                | 7                 |
| Irlanda              | 7                 |
| Israele              | 80                |
| Italia               | 20                |
| Lettonia             | 12                |
| Libano               | 17                |
| Lituania             | 8                 |
| Lussemburgo          | 11                |
| Paesi Bassi          | 19                |
| Nuova Zelanda        | 8                 |
| Norvegia             | 7                 |
| Polonia              | 17                |
| Portogallo           | 21                |
| Regno Unito          | 4                 |
| Repubblica Ceca      | 7                 |
| Russia               | 66                |
| Slovacchia           | 4                 |
| Stati Uniti          | 11                |
| Svezia               | 17                |
| Svizzera             | 6                 |
| Ungheria             | 17                |

### Classifiche di fine anno
| Classifica (2005) | Posizione |
| ----------------- | --------- |
| Australia         | 73        |
| Regno Unito       | 66        |
| Stati Uniti       | 59        |
| Classifica (2022) | Posizione |
| Ungheria          | 84        |
| Classifica (2023) | Posizione |
| Australia         | 99        |
| Austria           | 8         |
| Danimarca         | 100       |
| Francia           | 144       |
| Germania          | 11        |
| India             | 15        |
| Islanda           | 100       |
| Paesi Bassi       | 80        |
| Polonia           | 54        |
| Portogallo        | 93        |
| Svezia            | 84        |
| Svizzera          | 7         |
| Classifica (2024) | Posizione |
| Portogallo        | 189       |
| Svizzera          | 38        |